# Laas (jižní Tyrolsko)
 Laas (jižní Tyrolsko) (italsky "Lasa") je německo-italská obec v okrese Vinschgau, rozkládající se na svazích tyrolských Alp na západní straně jižního Tyrolska, v provincii Trentino, v tridentské arcidiecézi. Obec je od poloviny 19. století proslulá svými lomy na kvalitní bílý mramor, užívaný zejména na sochy a náhrobní desky.

## Geografie
Osídlení je roztroušené po svazích hor. Sahá od nadmořské výšky 832 metrů až po horské vrcholy do 3545 metrů. Centrum obce leží v 838 metrech nad mořem. Území obce je součástí národního parku Stelvio, německy Stilfser Joch.
Pod označení a správu obce Laas od roku 1929 patří místní části Laas, Allitz, Eyrs, Tanas a Tschengls. Od roku 1966 obec užívá vlastní znak, odvozený z piktogramu kamenolomu.

## Historie

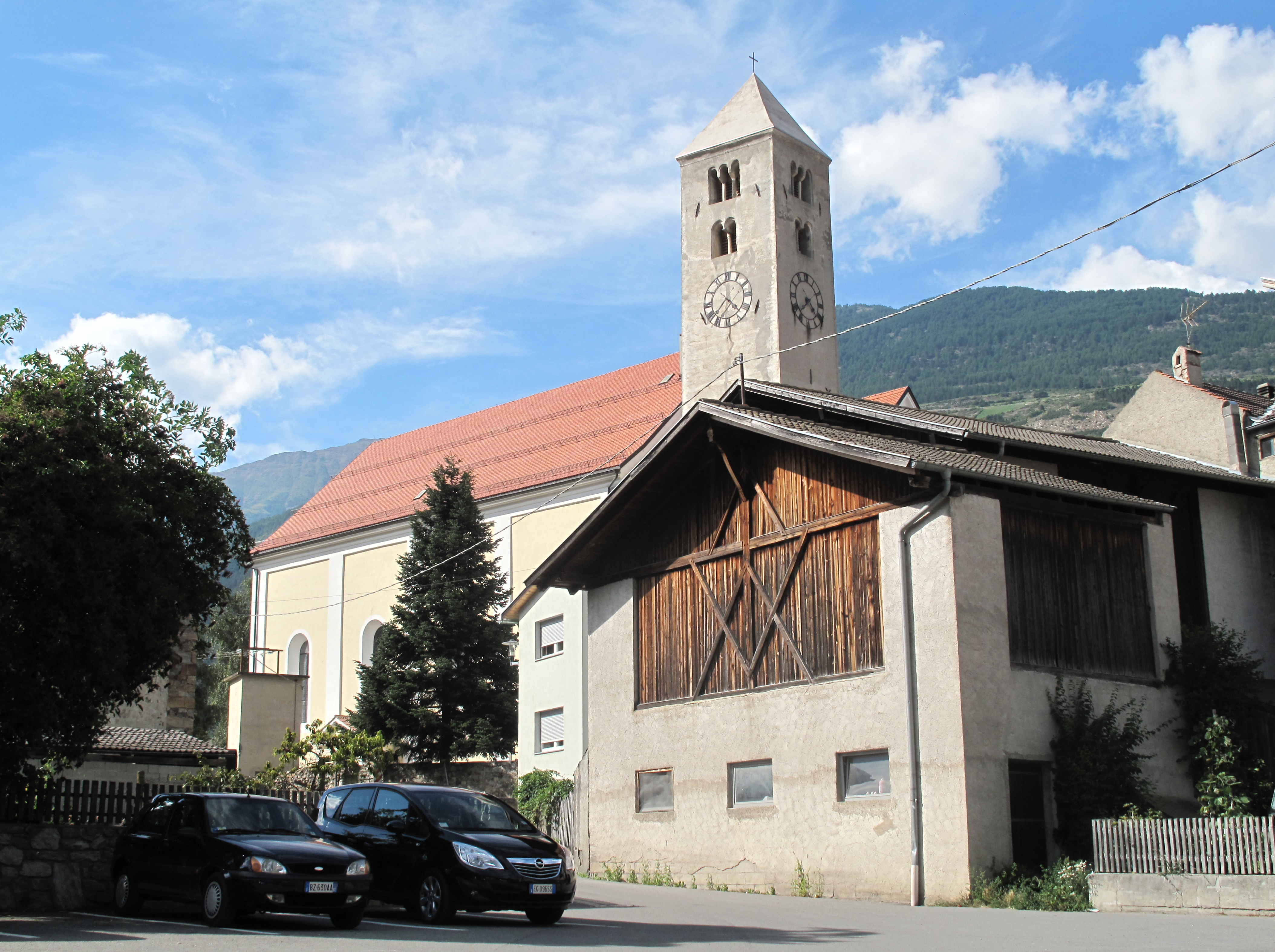
Kostel sv. Jana Křtitele

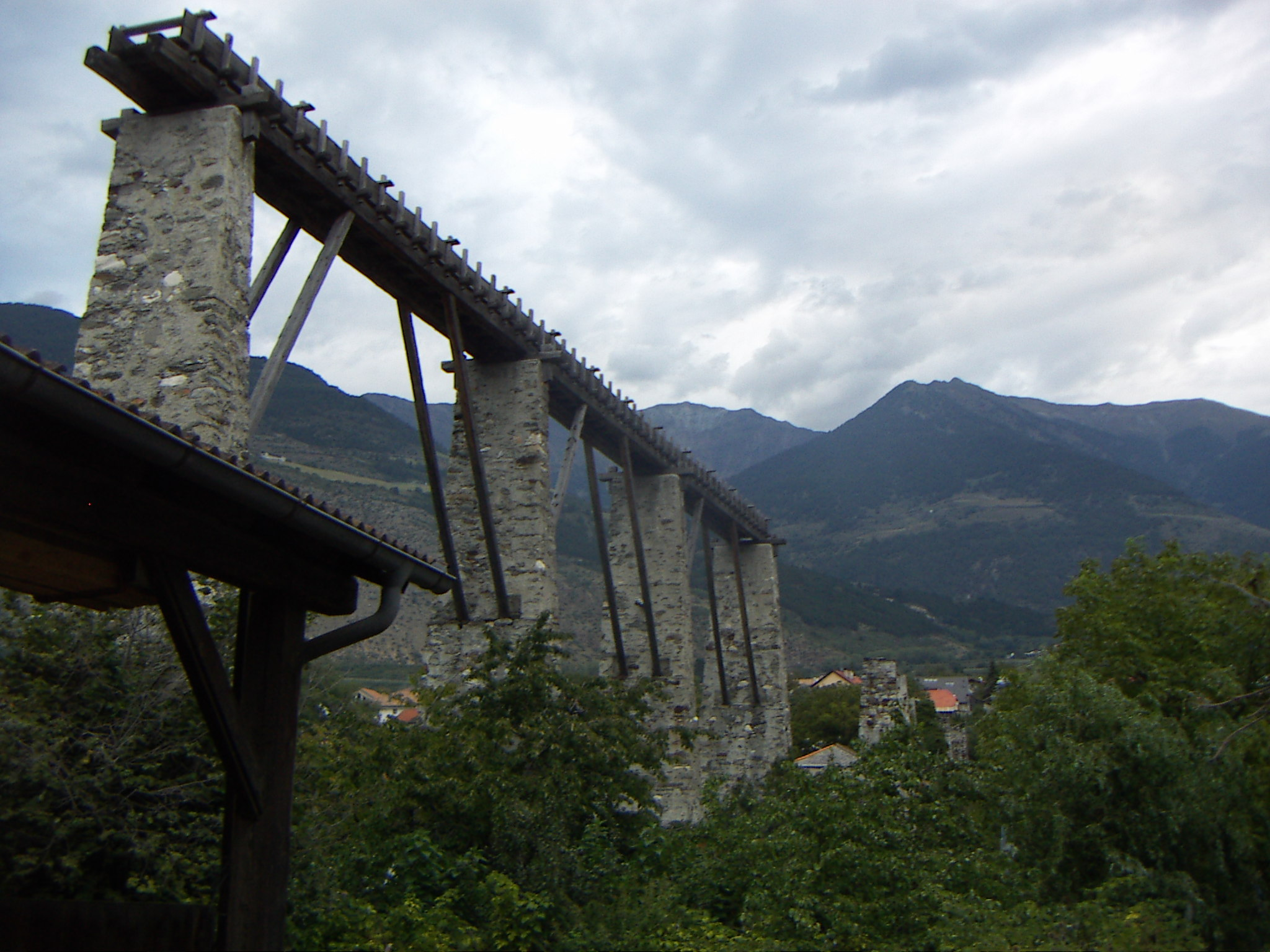
Ruiny vodovodu „Kandlwaal“

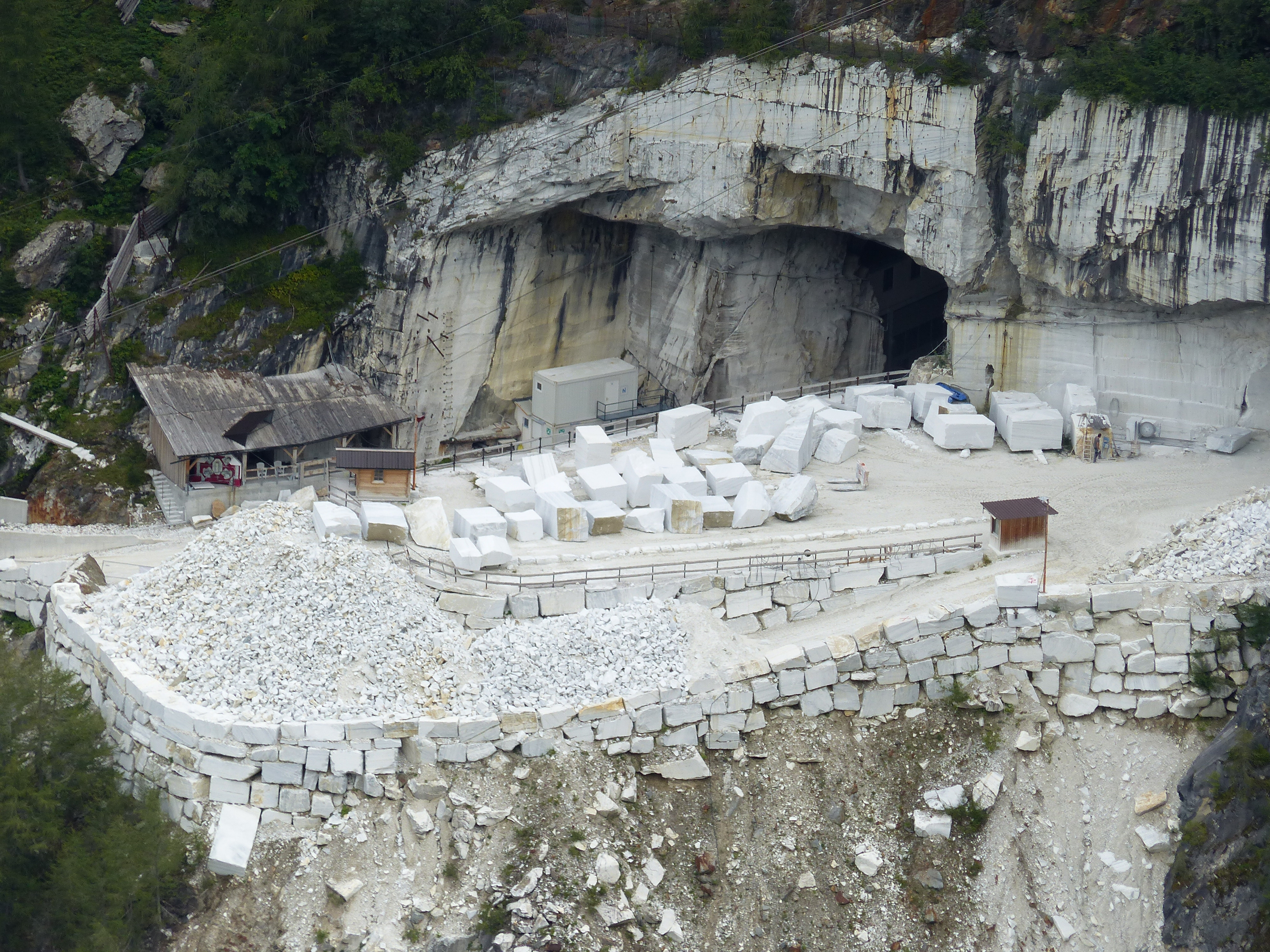
jedna štola kamenolomu

Na území obce jsou doloženy stopy osídlení jen v nejnižších polohách, a to již od ozdního pravěku z doby bronzové. Horská obec Laas se poprvé písemně připomíná k roku 1209, ale vznikla pravděpodobně již v době předrománské, její název byl odvozen z latinského označení Lacus pro jezero v poloze Etsch.
Kamenolomy byly využívány již v době antického Říma. Během středověku a doby barokní se obec stala průchozím i cílovým místem křesťanských poutníků, každá z místních částí má svůj památný kostel nebo kapli.. V polovině 19. století byl z dosavadních lokálních dolů na bílý mramor vytvořen kamenický průmysl. Zdejší mramor je pro architekturu výhodný proto, že lépe odolává povětrnostním vlivům než carrarský mramor, vozil se často na sever od Alp, například do Vídně a do Čech. Roku 1873 zaznamenaly sochy z laaského mramoru úspěch na Světové výstavě ve Vídni. Zhruba v téže době se v okolí Laasu začala rozvíjet vysokohorská turistika, její služby jsou v současnosti zásadní položkou místního hospodářství.

## Pamětihodnosti a turistické cíle
- Kostel sv. Jana Křtitele, románského původu ze 12. století, loď přestavěna v baroku
- Kostel sv. Sisinia - předrománská stavba zasvěcená místnímu mučedníkovi z Nonsbergu, založena na přelomu 7. a 8. století, zdivo karolínské a románské; písemně zmíněna až roku 1290
- Kostel sv. Mořice v místní části Allitz, středověký, roku 1334 zmíněný jako "Sankt Mauritian"
- Kandlwaal - ruiny historického dřevěného akvaduktu na zděných pilířích; poničen roku 1907
- Historické štoly kamenolomu - rozkládají se v okolí 5 kilometrů od obce, ve skalách až do výšky 2280 metrů
- Železniční nádraží